# Едді Джоунз
Едвард Джон Джоунз (англ. Edward John Jones; нар. 18 січня 1935 — 15 жовтня 1999) — британський ілюстратор наукової фантастики; спочатку відомий як художник-фанат, згодом став професійним фрилансером. Він проілюстрував численні обкладинки науково-фантастичних книг і журналів, деякі під псевдонімом S. Fantoni, а також створював ілюстрації для книг і журналів. Джоунз активно працював у цій галузі з 1953 по 1985 рік, і перевидання його робіт продовжували з'являтися на обкладинках книг аж до його смерті в 1999 році.

## Життєпис
Едді Джоунз народився 18 січня 1935 року в Бутлі, графство Ланкашир, Велика Британія.
У 1969 році він став художнім редактором Vision of Tomorrow, короткочасного британського науково-фантастичного журналу. Хоча, мабуть, найбільш відомий своїми обкладинками «Зоряного шляху» для Bantam Books та майже п'ятдесятьма обкладинками для Sphere Books, значна частина його робіт була виконана для німецьких видавництв, зокрема понад 100 обкладинок для науково-фантастичного видавництва Bastei Lübbe та понад 500 для журналу Terra Astra.
Асоціація авторів наукової фантастики та фентезі Америки назвала Джоунза «попередником цілого покоління художників, які допомогли визначити вигляд фантастичної ілюстрації початку 70-х». У 1970 і 1971 роках він був номінований на премію Х'юго як найкращий професійний художник. В оповіданні Ларрі Нівена «Singularities Make Me Nervous» із серії «Збіжні оповідки» головний герой, говорячи в майбутньому, описує свою квартиру як таку, що містить «оригінали Едді Джоунза».
Він помер у Ліверпулі 15 жовтня 1999 року.

## Часткова бібліографія
Усі записи призначені для ілюстрацій обкладинок британських видань, якщо не вказано інше
- World of Ptavvs, Larry Niven, Sphere Books, 1971, ISBN 0-7221-6387-8
- Ringworld, Larry Niven, Sphere, 1973, ISBN 0-7221-6391-6
- Rite of Passage, Alexei Panshin, Sphere, 1973, ISBN 0-7221-6685-0
- Demons by Daylight, Ramsey Campbell, Arkham House, 1973
- Inconstant Moon, Larry Niven, Sphere Books, 1974, ISBN 0-7221-6383-5
- Star Trek 10, James Blish, 1974 (US edition) (як S. Fantoni)
- Star Trek 11, James Blish, 1975 (US edition) (як S. Fantoni)
- The Stainless Steel Rat, Harry Harrison, Sphere, 1976, ISBN 0-7221-4409-1
- Hothouse, Brian W. Aldiss, Sphere, 1976, ISBN 0-7221-1075-8
- Star Trek 12, James Blish, 1977, ISBN 0-553-11382-8 (US edition) (як S. Fantoni)
- World Without End, Joe Haldeman, Bantam Books, 1979, ISBN 0-553-12583-4 (first US edition cover)